# Le Train (film, 1964)
Pour les articles homonymes, voir Le Train.
Pour plus de détails, voir Fiche technique et Distribution.
Le Train (The Train) est un film franco-américain de John Frankenheimer, Arthur Penn et Bernard Farrel, sorti en 1964.
Le scénario du film s'inspire d'un épisode réel de la Seconde Guerre mondiale : les péripéties du train dit « d'Aulnay » en août 1944, dont le chargement contenait des œuvres d'art et dont l'acheminement vers l'Allemagne fut stoppé grâce à l'action de cheminots de la Résistance et aux signalements de Rose Valland, alors attachée de conservation au musée du Jeu de Paume.

## Synopsis
En août 1944, le colonel nazi Franz von Waldheim, amateur d'art et spoliateur, fait évacuer vers l'Allemagne les fruits de son pillage artistique en raison de l'avance alliée sur le territoire français. Parmi eux figurent indistinctement des tableaux de maîtres appartenant la galerie nationale du Jeu de Paume et des œuvres dites « dégénérées », prises aux Juifs.
Des caisses contenant les œuvres, tableaux et objets, sont transportées jusqu'à une gare pour être chargées dans un train de marchandises en partance pour l'Allemagne. La résistante Mlle Villard (Suzanne Flon), qui a assisté au pillage des biens culturels et comprend les intentions de von Waldheim, s'empresse de contacter la Résistance cheminote. D'abord réticents, ses interlocuteurs finissent par accéder à sa demande devant ses suppliques. C'est le cheminot résistant Paul Labiche (Burt Lancaster) qui est désigné pour conduire la locomotive à vapeur du train. Invoquant auprès des Allemands la nécessité de se reposer, il est emmené pour la nuit dans un petit hôtel près de la gare par un officier allemand, le commandant Herren. Labiche doit se préparer à quitter les lieux tôt le lendemain. Le matin du départ, il prend ses fonctions dans le poste de conduite de la machine sous la surveillance d'un soldat allemand. Il est accompagné de « Papa Boule » (Michel Simon), son chauffeur chargé d'alimenter la chaudière en charbon. Le train s'ébranle lentement… Avec l'aide d'autres compagnons résistants, Labiche fait en sorte que le convoi n'arrive jamais à destination : le train est sans cesse dérouté par un aiguilleur en cabine afin de tourner en rond et de revenir à son point de départ, tandis que les panneaux indiquant le nom de chaque gare sont temporairement maquillés afin d'endormir la méfiance du garde allemand de la locomotive.
L'opération de sabotage commence par la soi-disant gare de Rémilly, en Moselle, dont le nom est affiché sur un château d'eau situé à proximité des voies. Immédiatement après le passage du train, la banderole est détachée par des résistants et dévoile le nom de Pont-à-Mousson. Le train amorce son retour en direction de Paris au niveau de la gare de Commercy, qui est quant à elle rebaptisée Saint-Avold, ville située à proximité de l'actuelle frontière franco-allemande. Deux résistants déguisés en soldats allemands sont présents sur le quai et communiquent un renseignement à Labiche.
Le train est ensuite censé entrer sur le territoire du Reich proprement dit et arriver en gare de Deux-Ponts (affichée sous son nom allemand, Zweibrücken). Là encore, la duperie des résistants permet de cacher qu'il s'agit en réalité de la gare de Vitry-le-François, dans la Marne. Dans une voiture incorporée au convoi, deux Allemands notent au fur et à mesure sur un plan le nom des gares traversées. Le train arrive alors dans la ville fictionnelle de « Rive-Reine ».

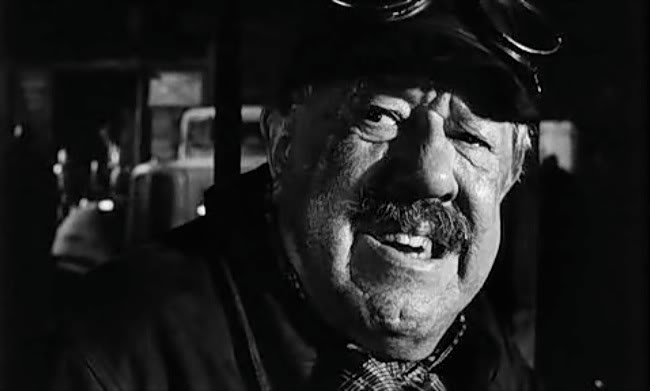
Michel Simon dans le rôle de Papa Boule

Alors que cette vaste opération se poursuit sans éveiller le moindre soupçon du côté allemand, les cheminots provoquent un grave déraillement en inversant une aiguille de voie. Ces derniers sont rapidement arrêtés et exécutés, mais le train est immobilisé pendant plusieurs heures. Divers autres incidents, au cours desquels quelques soldats de la petite escorte de Waldheim trouvent la mort, émaillent le trajet. L'officier allemand, qui n'entend pas laisser le train et ses trésors derrière lui, intervient toutefois en personne afin que le train soit rapidement remis en état de marche.
De sabotage en sabotage, le train ne réussit toutefois qu'à progresser lentement, trop lentement au goût de von Waldheim, qui suspecte la Résistance d'entraver ses projets. Pour parer à nouvel incident, il fait prendre des otages choisis au hasard qui sont disposés tel un bouclier humain à l'avant et sur les cotés de la locomotive. Von Waldheim, accompagné par le commandant Herren, fait également renforcer la sentinelle par une cinquantaine d'hommes armés, dont certains sont envoyés en éclaireurs pour signaler tout anomalie sur la voie ferrée.
Labiche comprend alors que les Allemands sont déterminés à faire avancer le train coûte que coûte. Sur une voie unique en pleine campagne, il enlève des tirefonds qui maintiennent les rails sur les traverses. Ce sabotage est remarqué trop tard par les soldats, ce qui permet de provoquer le déraillement de la locomotive et l'arrêt du train. Au même moment, un convoi militaire allemand chargé de soldats blessés passe sur la route parallèle à la voie. Von Waldheim, dans une ultime tentative, le stoppe et tente de réquisitionner les camions pour charger les caisses contenant les tableaux, mais l'officier commandant le convoi refuse. Perdant tout sang-froid, von Waldheim donne l'ordre de le fusiller pour insubordination, en vain : le commandant Herren lui fait remarquer que les Alliés sont aux portes de Paris et qu'il vaut mieux fuir tant qu'il est encore possible. Herren et ses hommes exécutent alors les otages retenus sur la locomotive, puis montent à bord des camions en abandonnant les caisses de tableaux sur le bord de la voie. Von Waldheim refuse de les accompagner et reste seul sur place.
La scène finale est celle de la confrontation entre le colonel von Waldheim et Labiche. L'Allemand lui demande pourquoi il s'est donné tant de mal pour arrêter ce train, lui qui n'est qu'une brute qui ne comprend et ne comprendra jamais rien à l'art. L'art, dit encore von Waldheim, « appartient à ceux qui y sont sensibles ». Il dit à Labiche que ce dernier serait bien incapable de savoir pour quelle raison il a agi. Sans un mot, Labiche se retourne et observe alors les cadavres des otages gisant sur le talus. Le visage grave et exaspéré, il finit par abattre le colonel d'une rafale de mitraillette. 
Le film se termine sur un plan de Labiche qui s'éloigne sur la route.

## Fiche technique
- Titre : Le Train
- Titre original : The Train
- Réalisation : John Frankenheimer, Arthur Penn (non crédité) et Bernard Farrel[2]
- Scénario : Franklin Coen et Frank Davis ; Walter Bernstein, Howard Dimsdale, Nedrick Young (non crédités) ; Albert Husson (version française ; non crédité) 
d'après le livre Le Front de l'art, de Rose Valland
- Producteur : Jules Bricken
- Producteur associé : Bernard Farrel
- Photographie : Jean Tournier et Walter Wottitz
- Décors : Willy Holt, assisté de Marc Frederix et Roger Volper
- Montage : David Bretherton et Gabriel Rongier (non crédité)
- Son : Joseph de Bretagne
- Réenregistrement : Jacques Carrère et Jacques Maumont
- Effets spéciaux : Lee Zavitz
- Maquillage : Georges Bouban
- Musique composée et dirigée par : Maurice Jarre
- Sociétés de production : Les Films Ariane, Les Productions Artistes Associés et Dear Film Produzione
- Société de distribution : United Artists
- Budget : 6 700 000 $ (estimation)
- Langue : anglais, allemand
- Format : noir et blanc - 1,66:1 - Mono - 35 mm
- Genre : Film dramatique, Film de guerre, Film d'action, Thriller
- Durée : 127 minutes
- Dates de sortie : 
  - France : 22 septembre 1964
  - États-Unis : 7 mars 1965

## Distribution
- Burt Lancaster (VF : Marcel Bozzuffi) : Paul Labiche
- Paul Scofield : le colonel Franz Von Waldheim
- Jeanne Moreau : Christine
- Suzanne Flon : Mlle Villard
- Michel Simon (VF : lui même) : Papa Boule
- Wolfgang Preiss (VF : Howard Vernon) : le major Herren
- Albert Rémy : Didont (chauffeur)
- Charles Millot : Pesquet (chauffeur)
- Richard Munch : le General von Lubitz
- Jacques Marin : Jacques, le chef de gare de Rive-Reine
- Paul Bonifas : Spinet, le chef de la Résistance
- Jean Bouchaud : le capitaine Schmidt
- Donal O'Brien : le sergent Schwartz
- Jean-Pierre Zola : Octave
- Art Brauss : le lieutenant Pilzer
- Jean-Claude Berco : le major commandant l'unité motorisée allemande
- Howard Vernon : le lieutenant Dietrich
- Louis Falavigna : le cheminot qui provoque le télescopage des locomotives
- Richard Bailey : Grote
- Christian Fuin : Robert, le neveu de Jacques
- Helmo Kindermann : l'ordonnance du General Von Lubitz
- Roger Lumont : un chef mécanicien
- Gérard Buhr : un caporal
- Christian Rémy : Tauber, l'assistant de Schmidt

Acteurs non crédités :
- Sarmiento Basile : le caporal allemand à lunettes qui garde Labiche
- Jacques Blot : Hubert, un cheminot
- Michel Charrel : l'aiguilleur avec Labiche
- Nick Dimitri : un soldat allemand lors de l'arrestation de Papa Boule
- Bernard Fresson : le dernier conducteur du train (un conducteur allemand)
- Bernard Lajarrige : Bernard, le docteur
- Jean-Jacques Leconte : un lieutenant de l'unité motorisée allemande
- Daniel Lecourtois : le prêtre
- Rudy Lenoir : un officier allemand dans l'auberge de Christine
- André Tomasi : un barman moustachu
- Michel Tureau : un résistant déguisé en soldat allemand, sur un quai de gare

## Production

### Tournage
Le tournage commence en octobre 1963. C'est originellement Arthur Penn qui doit réaliser le film mais, alors que le tournage est déjà commencé, Burt Lancaster obtient son renvoi au bout de trois jours au motif que les deux hommes ne partageraient pas la même conception du film. L'acteur souhaite que les machines et l'action l'emportent, principalement pour regagner l'affection du public après l'échec commercial du Guépard, de Visconti. Walter Bernstein retravaille le scénario en ce sens.
La plupart des figurants sont des habitants d'Acquigny.[réf. souhaitée]
Au cours du tournage, Burt Lancaster profite d'une journée de repos pour aller jouer au golf et s'y blesse à la jambe. Afin qu'il puisse tourner les scènes restantes en claudiquant, il est décidé de rajouter une scène où Lancaster reçoit une balle dans la jambe.

### Lieux de tournage
- Les principales scènes ferroviaires sont tournées à Argenteuil (Val-d'Oise)-triage, Saint-Ouen (Seine-Saint-Denis) - Les docks, la Glacière-Gentilly (Paris), Vaires-Torcy (Seine-et-Marne), Gargenville (Yvelines) et Acquigny (Eure).
- La première gare supposée être en Allemagne (Deux-Ponts), est l'ancienne gare de Provins (Seine-et-Marne), qui, à l'époque, est en bois.
- La scène des viaducs et du tunnel lors de l'attaque aérienne du train est tournée à Moulineaux en Seine-Maritime, sur la ligne qui traverse la forêt de La Londe.
- D'autres scènes sont tournées dans l'Eure, à Pacy-sur-Eure, dans les environs d'Acquigny (la gare de « Rive-Reine » dans le film) et d'Heudreville-sur-Eure dans la vallée d'Eure. C'est en particulier le cas de la scène où Burt Lancaster (en fait, un cascadeur de l'équipe de Claude Carliez, du nom de Jean Chardonneaux) escalade les flancs abrupts d'une colline dominant la voie. La scène finale du déraillement se situe non loin de la gare d'Heudreville.
- L'impressionnante scène de collision entre deux trains est tournée en gare d'Acquigny à l'aide de sept caméras, dont trois sont détruites accidentellement à cette occasion.
- La scène du bombardement pendant lequel Papa Boule réussit à sortir son train du triage est tournée à Vaires-sur-Marne (Seine-et-Marne). Pour cette occasion, un poste d'aiguillage est reconstruit spécialement sous forme d'un décor et cela permet de le voir pulvérisé par une bombe.
- Pour la suite du bombardement de la gare de Vaires, les scènes de destruction les plus importantes sont tournées dans l'ancien triage de Gargenville (Yvelines). Sous les directives du chef artificier Lee Zavitz, plus de cinquante personnes, dont le Français Bernard Château, préparent pendant six semaines les explosifs qui, lors du tournage, sautent tous en moins d'une minute.

| Le passage à niveau d'Acquigny en 1986, le lieu de tournage des scènes de déraillements du film. |  | Le passage à niveau d'Acquigny en 1986, le lieu de tournage des scènes de déraillements du film. |  | Le passage à niveau d'Acquigny en 1986, le lieu de tournage des scènes de déraillements du film. |
| Le passage à niveau d'Acquigny en 1986, le lieu de tournage des scènes de déraillements du film. |  |                                                                                                  |  |                                                                                                  |

## Réalité et fiction
L'épisode du « train d'Aulnay » est inspiré d'un fait réel, bien que le film de John Frankenheimer se soit largement affranchi de la réalité historique. Dans les faits, le convoi transportait majoritairement des meubles issus du pillage des appartements parisiens par la Möbel-Aktion. Outre ces nombreux biens mobiliers furent chargées à son bord 148 caisses d'œuvres d'art pillées en France par l'ERR (Einsatzstab Reichsleiter Rosenberg, ou « équipe opérationnelle du directeur d'État Rosenberg »). Parmi elles se trouvaient de grands noms de l'art de la période impressionniste et moderne : Picasso, Cézanne, Dufy, Monet, etc. Ces œuvres, considérées par les Nazis comme de l'« art dégénéré » (Entartete Kunst), n'étaient conservées par ces derniers que pour être vendues sur le marché de l'art et alimenter l'économie de guerre du IIIe Reich. Elles n'étaient donc pas destinées ni même autorisées à entrer sur le territoire de l'Allemagne nazie, où Hitler avait d'ailleurs fait purger les musées de leurs œuvres « dégénérées » avant le début du conflit. Le 1er août 1944, alors que la débâcle allemande était en vue, lesdites caisses quittèrent cependant le musée du Jeu de Paume pour être transportées jusqu'à la gare d'Aubervilliers par camion. Toutefois, le départ du train no 40044 se fit attendre : il fallut plus d'une dizaine de jours à des « soldats mal entraînés à ce genre de travail » pour remplir pêle-mêle ses 52 wagons. Lorsque le convoi fut enfin chargé, il ne put quitter immédiatement Aubervilliers tant les voies ferrées étaient déjà congestionnées par les nombreux trains que les Allemands tâchaient de faire partir de Paris. Rose Valland, qui avait espionné pendant tout le conflit les activités de l'ERR au Jeu de Paume, prévint le directeur du Louvre et des Musées nationaux, Jacques Jaujard, de l'imminence du départ de cet ultime convoi de biens artistiques spoliés. Jaujard, membre du réseau Samson, transmit l'information à la Résistance, qui multiplia les manœuvres dilatoires (pannes, changement de locomotive) afin de retarder l'acheminement du train vers l'Allemagne. Le « train-musée » resta ainsi à quai pendant près d'un mois.
Le 27 août 1944 néanmoins — soit deux jours après la reddition du général von Choltitz, commandant allemand de Paris —, le départ du convoi fut ordonné par le colonel Kurt von Behr, chef de l'ERR. Le train no 40044 semblait enfin devoir rejoindre sa destination, l'un des dépôts de l'ERR situé à Nikolsburg, en Moravie. Toutefois, dans l'intervalle, la SNCF avait prévenu l'Armée Leclerc, qui approchait de la capitale. Un détachement de six volontaires de la deuxième division blindée (2e DB) fut ainsi envoyé en urgence vers Aubervilliers. Par un coup du sort, le commandant de ce détachement était le lieutenant Alexandre Rosenberg, anecdote que Rose Valland rapporte en ces termes : « Par hasard le groupe libérateur qui apportait une si heureuse conclusion à toute cette affaire était commandé par le fils même de Paul Rosenberg, le célèbre marchand d'art parisien dont une grande partie de la collection se trouvait dans le train récupéré ». Le train est intercepté à un peu plus de huit kilomètres d'Aubervilliers, en gare d'Aulnay-sous-Bois. Les caisses sont rapidement prises en charge par des agents des Musées nationaux. Leur déballage dévoile de nombreuses œuvres de premier ordre, dont « des tableaux de Cézanne, Gauguin, Modigliani, Renoir, 24 Dufy, 29 Braque, 25 Foujita, quatre Degas, trois Toulouse-Lautrec, 11 Vlaminck, 10 Utrillo, 64 Picasso, 10 Segonzac, une cinquantaine de Marie Laurencin, huit Bonnard, etc. »
Le succès de cette opération de sabotage a été rendue initialement possible par Rose Valland, qui était parvenue à déchiffrer le numéro de convoi du train alors qu'elle espionnait les activités de l'ERR. Elle est, par ailleurs, la seule personne à avoir fait le récit détaillé des évènements, qu'elle rapporte dans le chapitre 20 de ses mémoires. Dans une interview qu'elle donne lors de la sortie du film, elle explique que l'épisode du « train d'Aulnay » est « le dernier épisode de la lutte qui a été entreprise [pendant la guerre] par les musées de France pour s'efforcer de sauver les collections françaises ». Lorsque le journaliste lui demande si elle est satisfaite de la manière dont ses mémoires ont été portés à l'écran, la résistante répond avec un malaise palpable, après un instant d'hésitation : « Il est inévitable que des différences se soient imposées au cinéaste. Il faut, n'est-ce pas, pour être photogénique, que certains faits soient modifiés. Ils l'ont été. Mais il n'en est pas moins vrai qu'un train chargé des plus grands chefs-d'œuvre de l'art français a été chargé le 2 août, a été retenu à Paris jusqu'au 28 août, et je me demande si les gens qui n'ont pas vécu l'Occupation peuvent se rendre compte de ce que cela représente de difficultés, de roueries, d'essais et quelquefois de désillusions ». Cet enregistrement permet d'appréhender le temps de réflexion qui lui est nécessaire pour formuler une réponse diplomatiquement correcte à la question de l’appréciation personnelle. En effet, Rose Valland est extrêmement attachée à la vérité et il est évident que les dérives narratives du film, si elles en font un film d’action de bonne tenue et plaisant à regarder, ne peuvent pas, au fond, lui convenir. Ainsi, au lieu de donner son avis, elle parle d’emblée de la manière dont les faits ont été modifiés et explique au journaliste que la réalité est tout autre. Le chemin de sa pensée est ainsi, en filigrane, mis en lumière : le film lui aurait davantage plu si le réalisateur s'était attaché à respecter la vérité historique, d’autant qu’elle-même a fait un grand travail de documentation pour écrire ses mémoires au plus près des faits.
De ce point de vue, Rose Valland fait bonne figure lorsqu’elle est interrogée sur les mérites du film et se prête au jeu de la promotion. Il faut cependant souligner que la situation lui est d’un grand inconfort. Dans des documents mis au jour par Ophélie Jouan en 2019, elle confie à sa cousine : « J’ai assez de difficultés et de soucis pour mener à bien tout ce qui s’entrecroisent [sic] de difficulté dans ma vie. Je crains plus que tout les bonnes volontés ! […] Je voudrais que ce film soit déjà terminé et tombé dans l’oubli. Ce qu’il m’a valu de jalousies et d’ennemis de carrière dépasse de loin la satisfaction qu’il a pu me donner à ses débuts. Quant à tous ces personnages de studios je n’ai rien gagné à les connaître. On se fait beaucoup d’illusion à leur sujet. Résultat je suis très fatiguée. »